# Sette gioie della Vergine

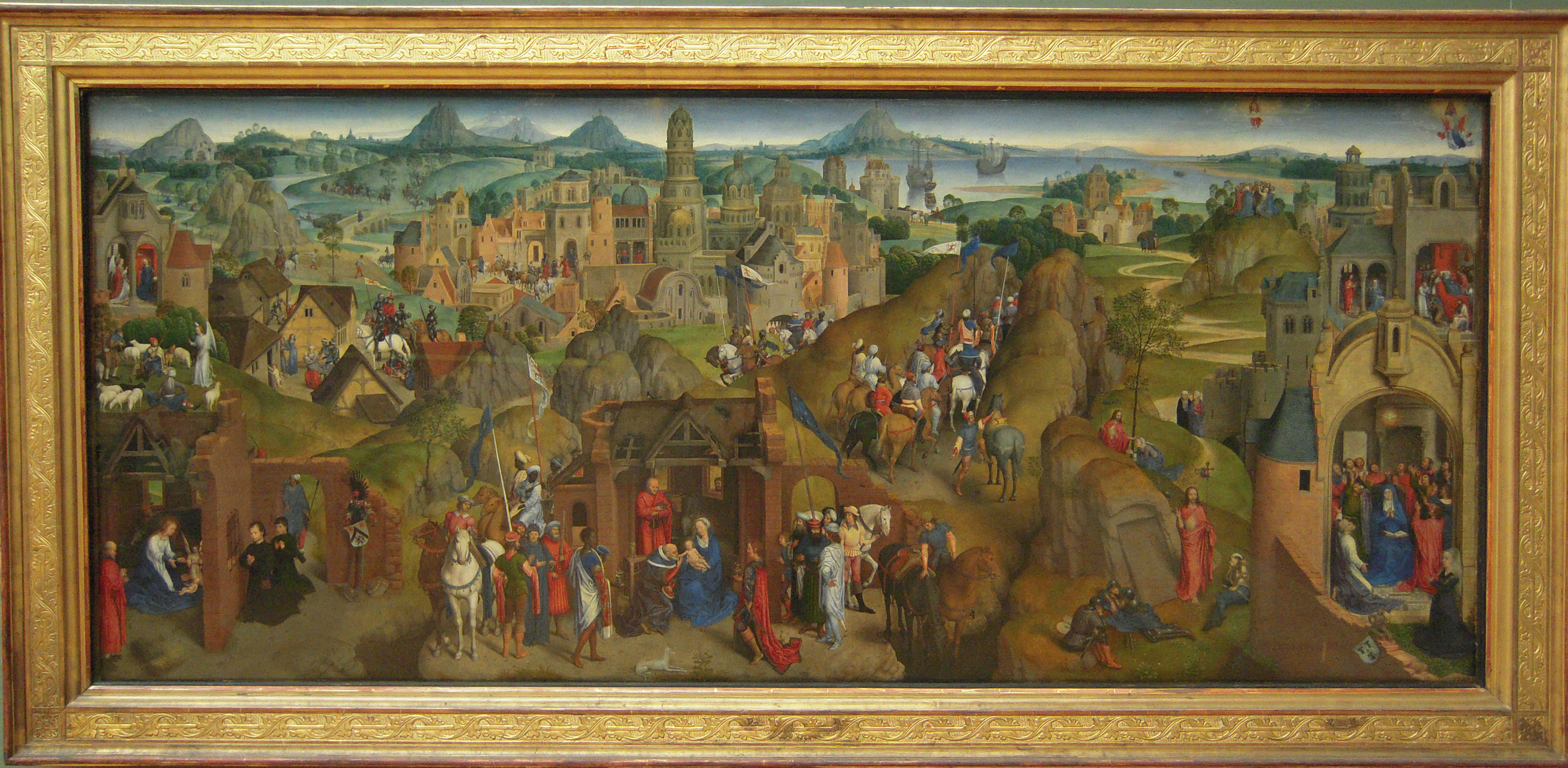
Le sette gioie di Maria in un dipinto di Hans Memling (1480)

Le sette gioie della Vergine è un insieme di momenti nella vita della Vergine spesso rappresentate nell'arte e nella letteratura devozionale.
Le sette gioie sono:
- L'Annunciazione
- La Natività di Gesù Cristo
- L'Adorazione dei Magi
- La Risurrezione del Cristo
- La Pentecoste o discesa dello Spirito Santo sugli apostoli e Maria
- L'Ascensione di Cristo ai Cieli
- L'Incoronazione della Vergine nei cieli

Altre liste includono la Visitazione e il ritrovamento di Gesù al Tempio, come nel rosario francescano (o meglio, corona francescana) che usa le sette gioie, ma omette Ascensione e Pentecoste. 
Esiste un corrispettivo alla lista delle sette gioie, e cioè i sette dolori della Vergine: la profezia di Simeone sulle difficoltà che Gesù avrebbe incontrato, la fuga in Egitto, la sparizione di Gesù nel Tempio, l'incontro con Gesù sulla via Crucis, la crocifissione, la deposizione, il seppellimento.